# Powerchord

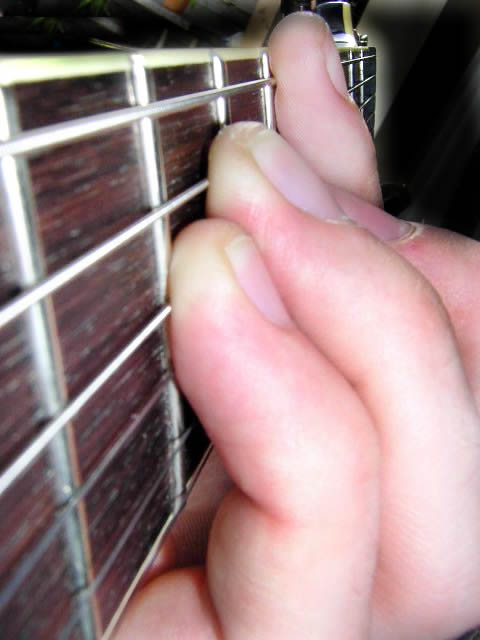
Powerchord in der Praxis

Als Powerchord, englisch power chord, oder Powerakkord wird eine vor allem in der Rockmusik beim E-Gitarren-Spiel verbreitete Zusammenklangvariante bezeichnet. Im Grunde ist ein Powerchord ein terzloser Dreiklang – quasi ein Zweiklang, eigentlich kein Akkord, denn er besteht nur aus Grundton und Quinte. Er kann aber als geschlechtsloser Akkord betrachtet werden, da er sich harmonisch nutzen und deuten lässt, analog zu sus-Akkorden, welche jedoch „aufgelöst“ werden können. Der Quintton kann über oder unter dem Grundton gespielt werden, wodurch eine Variante mit Quint- und eine mit Quartabstand entsteht. Durch Verdoppelung (durch Oktavierung) von Tönen können Powerchords auch drei und mehr Töne enthalten.

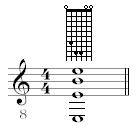
Werden bei einer Gitarre in Standardstimmung die A-Saite im siebten und die D- und G-Saiten im neunten Bund gegriffen, resultiert daraus ein sechsstimmiger und damit besonders kräftiger E^{5}-Akkord

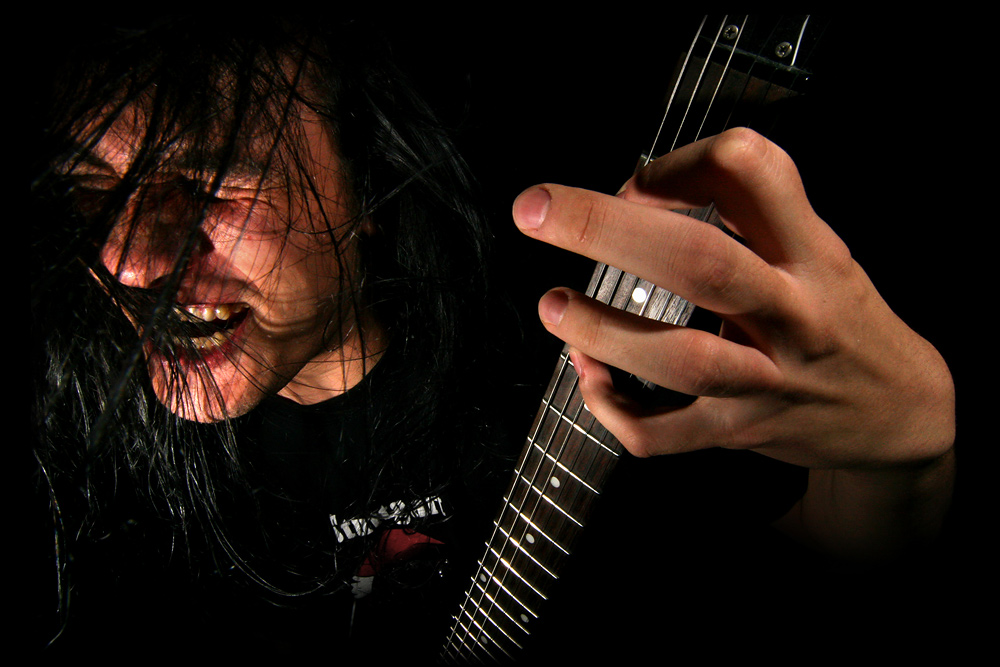
Powerchords finden weite Verbreitung im Metal

Oft wird zu diesen Tönen der oktavierte Grundton ergänzt, wodurch der Powerchord noch kräftiger wirkt. Er entspricht dem Quint-Oktav-Klang bzw. -Griff der linken Hand eines Klavierspielers und wird dort scherzhaft auch „Affengriff“ genannt. Ein Powerchord mit einer Quarte kann also als ein Quint-Oktav-Griff ohne Grundton gedeutet werden.
Durch das Fehlen der Terz ist für den einzelnen Powerchord ohne weiteren harmonischen Kontext kein Tongeschlecht feststellbar. Das Spiel mit Powerchords zeigt gewisse Ähnlichkeiten zur Praxis des Musizierens in Quartabständen im Mittelalter. Dies ist auch ein Grund dafür, dass sich einige Musikstücke aus dem Mittelalter gut zu Rockversionen umarbeiten lassen.
Powerchords werden vorwiegend in der Rockmusik beim E-Gitarren-Spiel eingesetzt, da sie nicht dissonant klingen, wenn das Signal des Instruments verzerrt wird.
Beispiele für Powerchords mit Grundton C (die Hochindizes kennzeichnen die Oktave):
- c1 – g1
- c1 – g1 – c2

Durch Umkehrung ergibt sich daraus:
- g1 – c2

In der Akkordsymbolschrift wird ein Powerchord über beispielsweise dem Grundton C als C5 oder C5 notiert, seltener als Cno3, Comit3 oder C3.
Der erste Hit mit prominenten Powerchords geht auf das Jahr 1958 zurück. Rumble heißt das Instrumentalstück von Link Wray. Weitere bekannte Stücke sind Lou Reeds Sweet Jane, You Really Got Me von den Kinks und Won’t Get Fooled Again von The Who.